# نادي بورتنيو
إن كي بورتنيو هو نادي كرة قدم في البوسنة والهرسك تأسس في 1955.